# Платон (Крикрис)
Митрополит Платон (греч. Μητροπολίτης Πλάτων, в миру Васи́лиос Крикри́с греч. Βασίλειος Κρικρής; род. 1962, Патмос, Южные Эгейские острова) — епископ Элладской православной церкви (формально также Константинопольской православной церкви), митрополит Лангадасский, Литиский и Рендинский (с 2021).

## Биография
Родился в 1962 году на Патмосе, в Греции. Его дядя — епископ Траллейский Исидор (Крикрис).
Окончил Патмосскую богословскую школу, а также богословский институт Афинского университета. С 1996 по 1998 год проходил постдипломную практику на богословском факультете Аристотелевского университета в Салониках, где в 2002 году получил докторскую степень по богословию.
В апреле 1979 года был пострижен в монашество в монастыре святого Иоанна Богослова на Патмосе, а в 1983 году хиротонисан во иеродиакона.
В 1985 году состоялась его хиротония во иеромонаха после чего он служил в Перистерийской митрополии. С 1997 года служил в Афинской архиепископии, где был настоятелем церкви святого Димитрия в Амбелокипи. С 1998 года исполнял обязанности личного секретаря архиепископов Афинских Христодула и Иеронима.
8 октября 2021 года Священным синодом иерархии Элладской православной церкви был избран для рукоположения в сан митрополита Лангадасского, Литиского и Рендинского (набрал 55 голосов; 18 голосов получил митрополит Феоклит (Кумарьянос), а архимандрит Антоний (Пакалидис) получил 0 голосов; 4 бюллетеня оказались пустыми). 9 октября 2021 года в Благовещенском соборе в Афинах состоялась его архиерейская хиротония. Хиротонию совершили: архиепископ Афинский Иероним, митрополит Додонский Хризостом (Синетос), митрополит Пирейский Серафим (Мендзелопулос), митрополит Серронский Феолог (Апостолидис), митрополит Сидерокастрский Макарий (Филофеу), митрополит Фессалиотидский Тимофей (Антис) и митрополит Триккский Хризостом (Насис).